# Bombus sonorus
Bombus sonorus (saknar svenskt namn) är en insekt i överfamiljen bin (Apoidea) och släktet humlor (Bombus) som finns i Nordamerika.

## Beskrivning
Arten har övervägande svart huvud, gul mellankropp utom ett svart band mellan vingfästena samt gul bakkropp med svart bakkroppsspets..    

## Ekologi
Bombus sonorus har en mycket lång flygperiod: De övervintrande drottningarna kommer fram redan i början av januari, arbetarna i slutet av februari och hanarna i början av juni. I början av december upplöses kolonierna och alla djuren dör utom de nya, befruktade drottningarna som bildar nya kolonier tidigt nästa år. Arten samlar nektar och pollen från ett flertal växtfamiljer, främst från familjerna korgblommiga, kransblommiga och strävbladiga växter, potatisväxter och ärtväxter.

## Utbredning
Bombus sonorus finns från Kalifornien i USA till Baja California Sur och Puebla i Mexiko, samt österut till sydvästra Texas.  Den har även påträffats i Guatemala och så långt österut som New Jersey (1927).

## Taxonomi
Taxonet är omdebatterat; Vissa forskare betraktar det som en underart av dess nära släkting Bombus pennsylvanicus. Även Integrated Taxonomic Information System (ITIS) anser att Bombus sonorus är en god art. En dna-analys från oktober 2024 har dock visat att taxonet är en god art.